# Conflito de Las Anod (2023–presente)
O conflito de Las Anod (em somali: Dagaalkii Laascaanood) é um conflito armado em curso entre os secessionistas do Exército Nacional da Somalilândia e as forças unionistas de Khatumo (regiões de Sool, Sanaag e Cayn), nos arredores de Las Anod, capital da região de Sool.
As tensões locais aumentaram no final de 2022 após o assassinato de líderes civis em Las Anod, culminando em combates que eclodiram em 6 de fevereiro de 2023, após as forças de segurança da Somalilândia reprimirem violentamente os protestos civis.Pouco depois, o Garad supremo do clã Dhulbahante, Jama Garad Ali, anunciou a intenção da administração do SSC-Khaatumo de se reunificar com o Governo Federal da Somália. Las Anod entrou em estado de sítio, com intensos combates entre o SSC e as forças da Somalilândia. Sob o comando do presidente Muse Bihi Abdi, o Exército da Somalilândia iniciou uma campanha militar prolongada, incluindo seis meses de bombardeios de artilharia com o objetivo de subjugar a cidade. A Anistia Internacional relatou bombardeios indiscriminados pelas forças da Somalilândia, que danificaram escolas, mesquitas e hospitais, além de matar e ferir civis.
O conflito resultou na morte de centenas de civis e no deslocamento de 153.000 a 203.000 refugiados. Não se sabe quantos foram mortos no total. Muitos moradores fugiram para os territórios vizinhos de Khatumo ou para Puntlândia. O conflito enfraqueceu a busca da Somalilândia por reconhecimento internacional, visto que a guerra e o deslocamento em massa mancharam sua imagem como uma entidade política estável.
Em agosto de 2023, o exército da Somalilândia foi obrigado a recuar dos arredores de Las Anod após ser derrotado durante a batalha de Goojacade, após a qual as forças de SSC declararam o cessar-fogo. Dois meses depois, Khatumo foi reconhecido como uma administração interina pelo Governo Federal da Somália. A Somalilândia prometeu recuperar a região, e um impasse militar atualmente se mantém entre as tropas do SSC e o exército da Somalilândia em uma linha de frente a 100 km de Las Anod. O conflito também gerou temores de revoltas semelhantes em outras regiões da Somalilândia com fortes tendências unionistas, como Awdal no oeste.

## Contexto
Em dezembro de 2022, as manifestações civis e a agitação começaram a espalhar-se para noroeste em toda a região de Sool, de Taleh a Kalabaydh, Hudun, Boocame e Tukaraq, impulsionadas pela aparente marginalização política na Somalilândia. Os protestos foram desencadeados pela morte de Abdifatah Abdulli Hadrawi, um político popular do partido de oposição Waddani. Quando a manifestação civil em massa chegou a Las Anod, as forças de segurança da Somalilândia realizaram uma repressão violenta contra os manifestantes na última semana de dezembro de 2022, que matou 20 pessoas. Na sequência de negociações bilaterais, as tropas da Somalilândia retiraram-se da cidade para os seus postos avançados em Sool para evitar mais violência.
Após protestos em massa que continuaram de dezembro a janeiro de 2023, a retirada das tropas da Somalilândia abriu caminho ao regresso do Garad supremo de Reer-Darwiish, Garad Jama Garad Ali – um líder comunitário exilado de Las Anod desde 2007.
Em 6 de fevereiro de 2023, os líderes do clã Reer-Darwiish declararam a sua intenção de formar um governo estadual denominado "SSC-Khatumo" dentro do Governo Federal da Somália. Os combates eclodiram no início do mesmo dia em Las Anod entre as tropas da Somalilândia e as milícias Reer-Darwiish no subúrbio de Sayadka Hill (supostamente lar de dois membros do comité), com tiros ouvidos nas ruas em redor do Hotel Hamd, onde dignitários da Somalilândia estavam hospedados.